# Особняк на улице Тамаева, 8
Особняк на улице Тамаева, 8 — памятник архитектуры и градостроительства во Владикавказе, Северная Осетия. Объект культурного наследия России регионального значения и культурного наследия Северной Осетии. Находится в исторической части города на улице Тамаева, д. 8.
Особняк в стиле модерн построен в 1909 году по проекту городского архитектора В. И. Грозмани. Фасад выполнен из красного кирпича. Цоколь сделан из природного камня. Здание состоит из одноэтажной и двухэтажной частей. Со стороны одноэтажной части находится зимний сад-оранжерея, который выходит на улицу Тамаева. Стены зимнего сада выложены комбинированной кладкой из мелкого булыжного камня-окатыша, перевязанного рядами кирпичной кладки. Оконные и дверные проёмы соединены криволинейными перемычками. В верхней части здания располагается выход на крышу.
До 1914 года в особняке находилось Владикавказское отделение Российского императорского музыкального общества. С 1969 по 1981 года здесь была детская художественная школа имени С. Тавасиева. В настоящее время в здании располагается Союз композиторов Северной Осетии.